# Pehkulon
Pehkulon is een bestuurslaag in het regentschap Kediri van de provincie Oost-Java, Indonesië. Pehkulon telt 2688 inwoners (volkstelling 2010).